# فيليب أرمسترونغ
فيليب أرمسترونغ (23 يناير 1962 في المملكة المتحدة - ) (بالإنجليزية: Philip Armstrong)‏ هو لاعب كريكت بريطاني.

## وصلات خارجية
- فيليب أرمسترونغ على موقع إي آس بي آن كريك إنفو (الإنجليزية)